# Stade de Venoix - Claude-Mercier
Le stade Claude-Mercier, plus connu sous le nom de stade de Venoix, est un stade vélodrome de Caen, situé dans le quartier Venoix.
Le terrain est utilisé dès 1912 par le Club sportif caennais. Son aménagement débute en 1914 mais est interrompu par la Première Guerre mondiale. Le vélodrome, équipé d'une piste de ciment recouverte de résine, longue de 400 mètres et large de 5,90 mètres, est inauguré le 17 mai 1925 et permet des arrivées du Tour de France. Il était, jusqu'à l'inauguration du stade Michel-d'Ornano en 1993 l'enceinte où évoluait l'équipe première du Stade Malherbe Caen, le principal club de football de la ville de Caen.
Sa capacité, qui fut de près de 11 500 places au tournant des années 1990, a été réduite à 3 500 à la suite du départ de l'équipe première malherbiste.
Le stade fut utilisé par l'équipe réserve du Stade Malherbe Caen et l'est encore par les équipes de jeunes du club, ainsi que l'équipe féminine. En 2013-2014, l'équipe de la banlieue caennaise le SC Hérouville y joue ses matchs à domicile. Il sert également de terrain d'entraînement à l'école de cyclisme de l'Étoile sportive caennaise.
Depuis octobre 2013, le stade porte le nom de Claude Mercier.

## Historique
L'emplacement du futur stade de Venoix n'était qu'un vaste champ au début du XXe siècle  qu'une certaine madame Levée louait à la société hippique de Basse Normandie. Il est situé à l’extrémité ouest de la ville de Caen, à la limite de la commune de Venoix. Une piste cendrée est tracée autour du terrain principal et sert de vélodrome depuis 1906. Puis le président du Club sportif caennais, désireux d'avoir un terrain aux normes jette son dévolu sur le terrain. Le terrain est alors uniquement composé d'une petite tribune et d'un paddock pour les chevaux. Des matchs de football et de rugby à XV du Club Malherbe caennais s'y déroulent dès le début de l'année 1912.
Avec la fusion du Club Malherbe caennais et du Club sportif caennais dans le Stade Malherbe caennais en septembre 1913, le nouveau club y prend ses quartiers. Lors de l'assemblée générale du club le 27 janvier 1914, un bail de 12 ans est signé pour la location des enceintes (il est prorogé en 1927). Le club décide lors de cette même assemblée générale de faire aménager le terrain (notamment en le clôturant), d'installer une piste de course à pied et une tribune pour les spectateurs. Le club dispose alors des installations du 15 septembre au 15 juillet et la société hippique du 15 juillet au 15 août.
Une première réunion de « football association » est programmée le 8 septembre 1913. Puis à partir du mois d'octobre 1913, les équipes de football et de rugby du Stade Malherbe s'y entraînent. Les premiers matchs du championnat de football de Basse-Normandie s'y déroulent à partir du mois de novembre 1913.
Au lendemain de la Première Guerre mondiale, la société hippique abandonne les terrains, le Stade Malherbe conserve seul la jouissance du terrain.
La ville de Caen acquiert les installations pour 350 000 francs en février 1933, puis les reloue en février 1934 au Stade Malherbe moyennant 6 000 francs par an avec un bail renouvelable tous les six ans. La ville loue aussi les installations l'été à l'Étoile sportive caennaise pour 2 000 francs.
En octobre 2013, la mairie renomme l'enceinte en stade Claude-Mercier, du nom d'un ancien joueur emblématique du Stade Malherbe. L'enceinte renommée est inaugurée le 22 février 2014.

## Évolution de l'enceinte

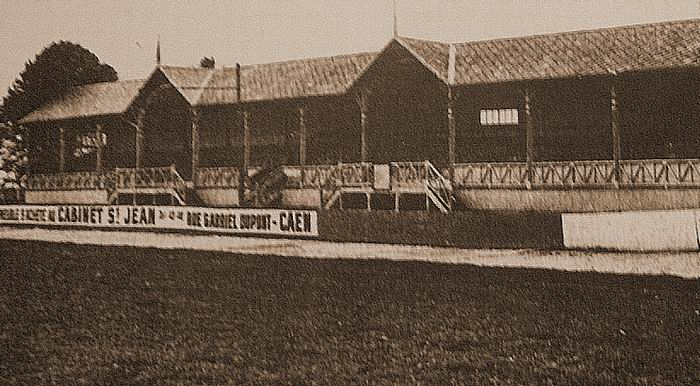
le stade dans les années 1930

L'aménagement du terrain de Venoix débute en juin 1914 car la société hippique de Basse Normandie souhaite y organiser une réunion hippique avec un concours de dressage pour la fin du mois de juillet. Deux terrains de football sont aménagés, dont l'un entouré par une piste de course à pied, et une tribune pour accueillir des spectateurs est érigée.
Au sortir de la guerre, quelques modifications sont effectuées sur l'enceinte. D'autres travaux sont réalisés en 1920. En 1922, on construit une piste en terre de 399,49 mètres de longueur (mesurés à la corde).
Après un match de football contre Saint-Étienne le 20 septembre 1936 sous une pluie battante, la municipalité de Caen décide, 5 novembre 1936 de couvrir la tribune populaire appelée par la suite « les tôles ».
En août 1941, le conseil municipal de Caen vote 75 000 francs d'aménagements pour le stade avec la construction d'un terrain de basket et d'équipements pour le saut en longueur et en hauteur.
En mai 1951, la vieille tribune principale en bois de 600 places est remplacée par une tribune en béton.Un « club-house » est construit non loin des vestiaires en 1975.
À l'intersaison 1986, les tribunes dans les virages sont couvertes. Le premier virage - côté Caen - est couvert fin juin et au mois de juillet pour celui côté Venoix ; ce qui fait 8 000 places couvertes au total. La mairie décide aussi d'étendre les installations en ajout des terrains en herbe et en gazon synthétique sur les terrains des anciennes pépinières.
Avec la promotion du Stade Malherbe en première division en 1988, 3 300 nouvelles places sont installées dans les virages (deux fois 1 300 places) et dans une nouvelle tribune près de la tribune principale, à l'emplacement de l'ancienne buvette. Ces travaux, nécessaires pour la mise aux normes de sécurité exigées par la ligue de football, coûtent 2 600 000 francs. Par ailleurs, le conseil municipal du 27 juin 1988 acte l'achat du bâtiment du numéro 12 de la rue du stade de Venoix pour y installer le siège du SM Caen. La nouvelle tribune démontable de 700 places est couverte en novembre 1989.
Des loges, au nombre de 254, situées au-dessus des « tôles » sont inaugurées le 9 septembre 1989 lors du match contre Nantes.

### Le vélodrome
C'est dans sa séance du 16 avril 1924 que le Stade Malherbe décide de créer une piste. Elle est construite à partir du mois de mai 1924 et ouverte le 24 août de la même année. Le vélodrome de Venoix est officiellement inauguré le 17 mai 1925.
Avec le passage du tour de France en 1927, des aménagements sont effectués afin d'augmenter le nombre de places et leur confort.
La piste cycliste est refaite en 1935 sous l'égide du comité caennais du Tour de France à la suite de l'arrivée de l'avant-dernière étape du Tour en 1934. Il est décidé de la faire en ciment car la remise en état de la piste en terre était trop onéreuse. La construction est financée par le comité caennais, mais la mairie met la main au porte-monnaie et surveille l'exécution des travaux. La nouvelle piste est inaugurée pour le prix de la ville de Caen le 12 mai 1935. L'éclairage est aussi installé afin de permettre des courses nocturnes.
À l'occasion du passage du tour de France le 29 juin 1960, la piste est rénovée et les virages sont transformés en tribune avec la création de terre-plein, permettant à l'enceinte de passer de 8 000 à 11 000 places.

### Le stade de football

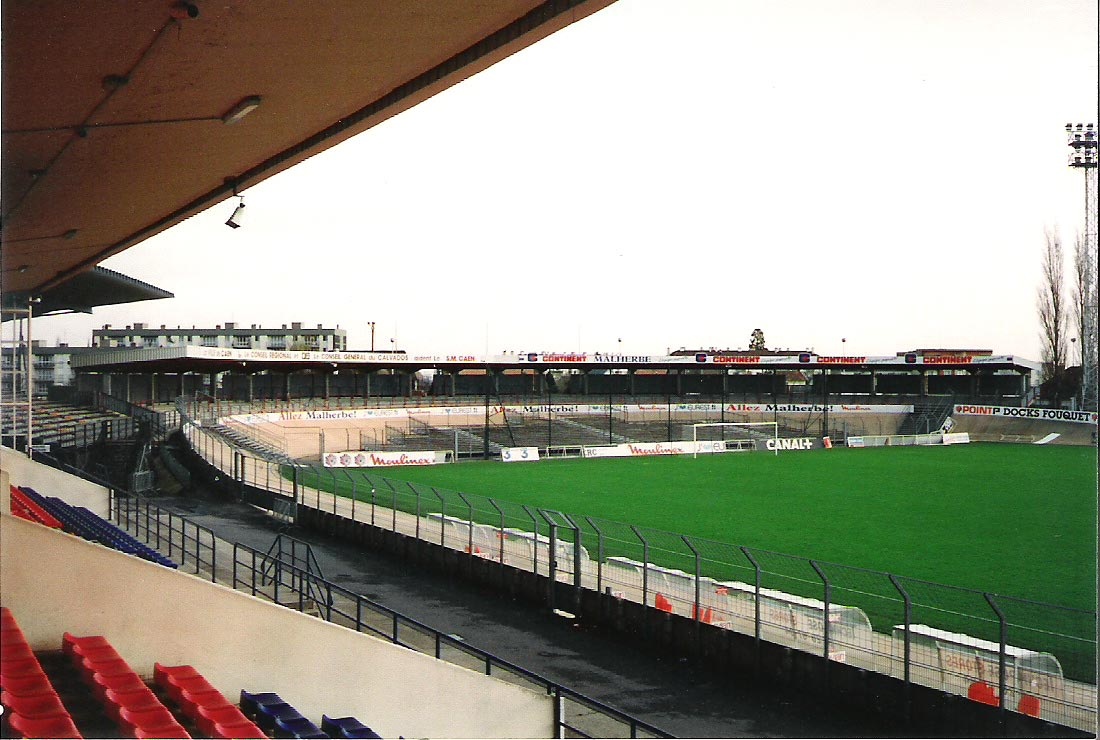
Vue sur le virage Caen en 1992

A l'occasion du match de Coupe de France contre le Club athlétique des sports généraux le 16 décembre 1923, un tableau blanc est inauguré pour afficher le score.
La pelouse du stade est refaite lors de l'intersaison en 1925 et environ 100 000 francs de travaux sont effectués.
En 1934, le Stade Malherbe forme une commission chargée d'étudier la faisabilité de travaux dans l'enceinte. Il s'agit de trouver des moellons pour l'encaissement de la route ainsi que la création d'un mur de soutènement afin de construire des gradins. C'est à l'intersaison que le terrain est agrandi pour passer de 63,40 à 65 mètres de largeur.
À partir du mois de mars 1955, on y réinstalle l'éclairage afin d'organiser des matchs en nocturne, « sources d'éventuelles bonnes recettes ». Un transformateur électrique est érigé à côté de la buvette début mars. Puis le premier pylône de 23 mètre est installé le 2 avril, le dernier le 21 avril. Le SM Caen teste pour la première fois l'éclairage lors d'un entraînement nocturne le mardi 26 avril. Le premier match se déroule le jeudi 28 avril 1955 entre le Wiener SK et Le Havre AC devant 7 000 spectateurs. Le système est amélioré et inauguré lors de la réception de Blois le 23 octobre 1970.
La pelouse est refaite au début de la saison 77-78, ce qui oblige le club à jouer ses premiers matchs à Bayeux.
Avec les bons résultats du Stade Malherbe au début des années 1980, la mairie est obligée d'améliorer l'enceinte pour les gros matchs. En 1984, avant le match de coupe de France contre Laval, les sièges des tribunes sont refaits et des praticables sont installés sur la piste ; le stade accueille alors 13 350 spectateurs. On installe aussi des praticables lors du match au sommet de deuxième division contre Niort le 8 novembre 1986.

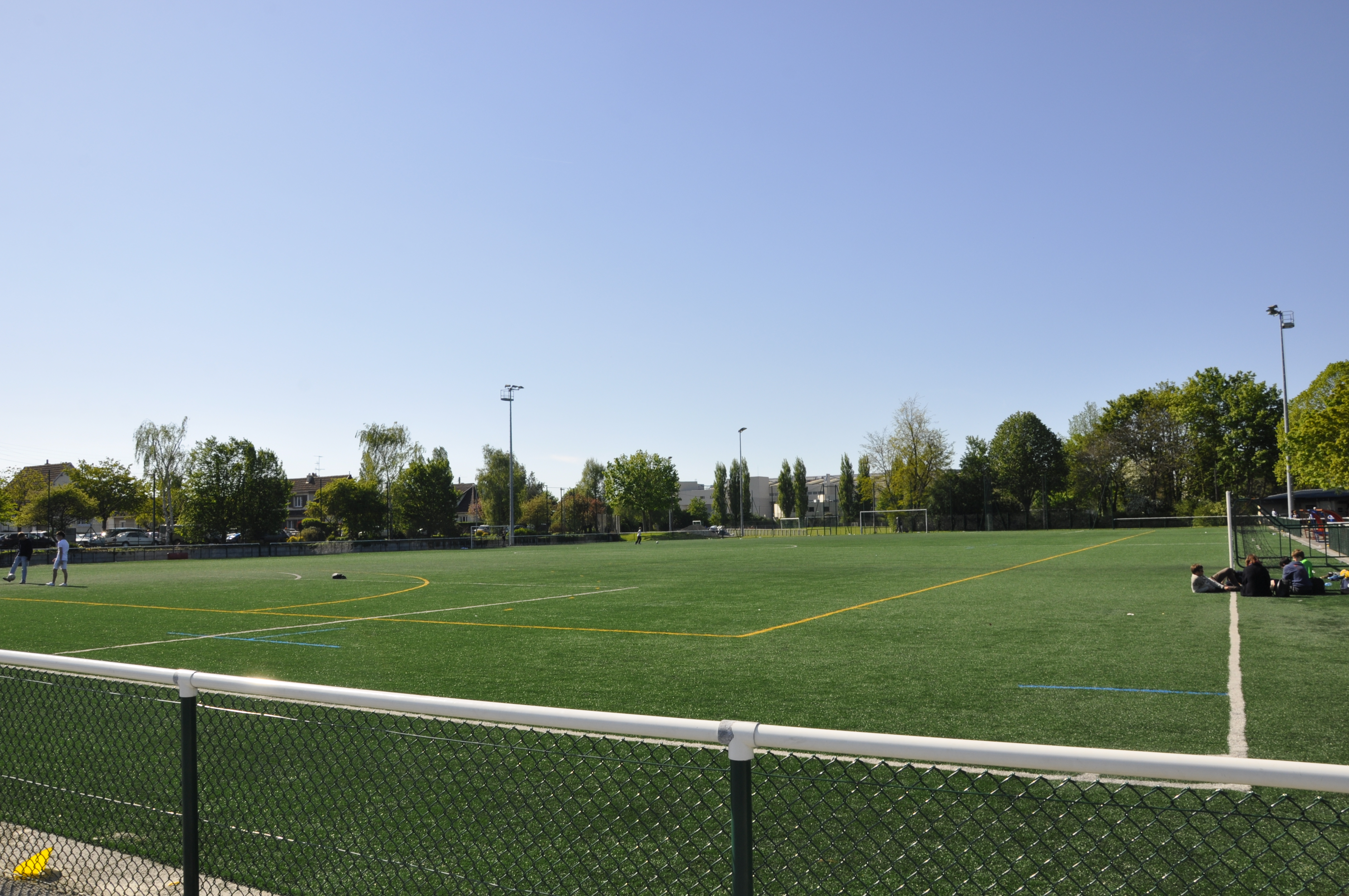
Le terrain synthétique

En novembre 2004, un des terrains d'entraînement est reconverti en terrain synthétique pour un coût de 600 000 euros.
En 2016, la Ville de Caen rénove le stade pour un montant total de 1,6 million d'euros. De nouveaux vestiaires sont ainsi construits et une pelouse synthétique est installée.
En 2020, la Ville de Caen entame cette fois des travaux de rénovation et de renouvellement des systèmes de chauffage et de ventilation, ainsi qu’une mise aux normes incendie, dépensant cette fois 310 000€.

## Utilisation

### Football

#### Championnat
Dès la reprise du championnat de France de l'USFSA, le Club Malherbe caennais y dispute son premier match contre l'AS Française le 10 mars 1912. Il affronte l'US Le Mans le 23 mars 1912. Le Club Malherbe caennais y reprend l'entraînement le 15 septembre 1912.
Le club rival, le Club sportif caennais joue son premier match le 1er novembre 1912 contre le Gallia Club Paris.
À partir du mois d'octobre 1913, la section football du Stade Malherbe caennais joue ses premiers matchs amicaux puis ses matchs du championnat de Basse-Normandie. Il remporte ce championnat à la suite d'un match contre l'AS Trouville-Deauville le 11 janvier 1914. Après avoir remporté ce championnat, le SM Caen participe aux phases finales du championnat de France en rencontrant l'US Le Mans le 1er février 1914, puis le Stade quimpérois le 15 février. Le match suivant l'oppose à l'US Servannaise (3-3), le 22 février 1914 devant 150 spectateurs. Deux mois plus tard, le club y organise son tournoi international de Pâques les 12 et 13 avril grâce à une subvention de la municipalité. Un premier match opposa deux équipes anglaises : la Polytechnic Club de Londres et les Ealing Old Boys puis le lendemain le Stade Malherbe aux Ealing Old Boys.
Après la guerre, le SM Caen joue ses matchs de division d'honneur à Venoix.
Lors d'un match entre le SM Caen et Stella Cherbourg en décembre 1928, les spectateurs sont mécontents de l'arbitrage trop favorable aux cherbourgeois. Ils l'expriment si violemment que la ligue de Normandie est obligée de suspendre pour 15 jours le terrain de Venoix « à partir du 2 janvier 1929 » ; aucun match ni entraînement ne peut s'y dérouler.
Le premier match de football contre une équipe professionnelle se déroule le 27 novembre 1932 contre le FC Sète et se solde par un match nul (3-3) devant 5 000 spectateurs.

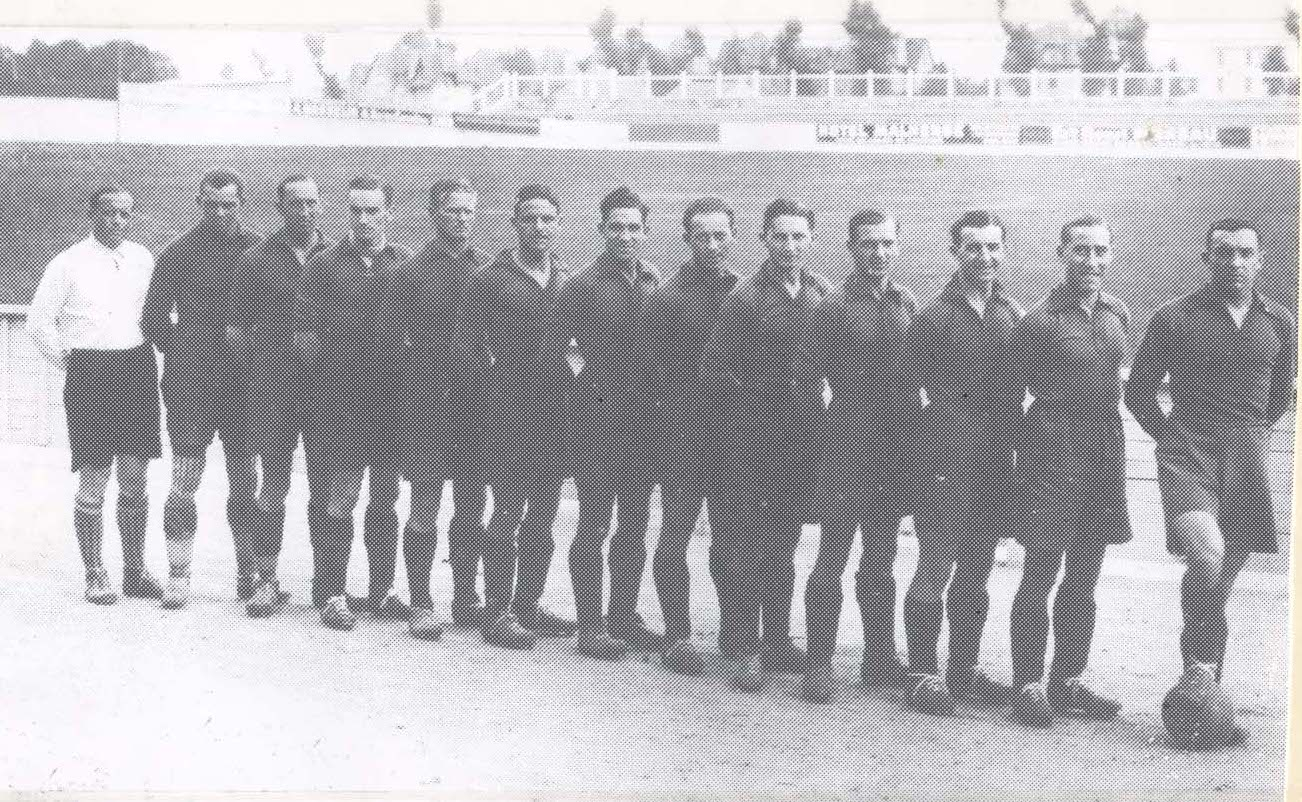
L'équipe du SMC dans le stade de Venoix en 1934

Le SMC obtient le statut professionnel en 1934 et joue donc en deuxième division. Le premier match professionnel se déroule le dimanche 26 août 1934 contre le FC Metz et se solde par la victoire des locaux par un but à zéro. Lors du match contre le rival normand du Havre le 23 décembre 1934, l'affluence est estimée à 4 000 spectateurs. Le dernier match de l'aventure professionnelle se déroule le 29 mai 1938 contre le Stade de Reims dans un stade « presque plein ». Cette saison-là, le club a joué en moyenne devant 1 500 spectateurs.
L'équipe du SM Caen joue ensuite en division d'honneur à partir du mois de septembre 1938 jusqu'en mars 1939.
Les compétitions sportives sont finalement autorisées et un critérium de Basse Normandie est mis en place par la ligue de Normandie de football à partir du mois de février 1940 ; le premier match se déroulant le 18 février entre le SMC et l'US Houlgate. Ce critérium est joué jusqu'en 1943. Après le critérium de Basse Normandie, un championnat de France amateur se met en place à partir de la saison 1943-1944.
Après la guerre, le SM Caen joue en division d'honneur de Normandie puis rejoint à partir de 1948, le nouveau championnat de France amateur.
Avec la montée en deuxième division en 1970, les spectateurs reprennent le chemin de Venoix. Le Stade Malherbe est même repêché pour la saison 71/72 grâce à sa moyenne de spectateurs. Le nombre de spectateurs augmente et lors de la réception de Sedan, 5 300 spectateurs garnissent les tribunes. Puis le club redescend en troisième division, ce qui permet de jouer des derbys contre l'US Normande. Ces matchs attirent la foule : 6 197 spectateurs en 1975. Le stade de venoix accueille au début de l'année 1976 une rencontre de l'équipe de France olympique contre les Pays-Bas.
Mais le club peine à se stabiliser en championnat et le public le fait savoir : pour un match de championnat de deuxième division contre Nœux les mines, il n'y a que 369 spectateurs.
Au début des années 1980, le club continue de naviguer entre la deuxième et la troisième division, l'affluence générale est faible. Mais à partir de la saison 1983-1984, les spectateurs reviennent au stade suivre les exploits des joueurs caennais.
Quelques mois après, lors du match de championnat contre le CA Lisieux, le stade fait de nouveau le plein avec 9 058 entrées payantes. Lors de la saison suivante (1984/1985), c'est pour la venue du leader Guingamp que le stade se remplit avec 5 000 spectateurs. La saison saison 1986-1987 entretient l'espoir de rejoindre l'élite du football. Le 8 novembre 1986, le SMC reçoit Niort le favori du championnat. Le club a senti l'engouement et fait installer des praticables sur la piste pour accueillir les 11 000 spectateurs, ce qui constitue le record d'affluence pour un match de championnat. Ils sont encore 9 000 le 1er mai 1987 pour la réception de Mulhouse alors que l'équipe joue le haut du tableau. Pour son premier match de barrage d'accession contre Cannes le 30 mai 1987, il y a près de 7 000 spectateurs. Lors de la saison 1987/1988, le SMC joue les premiers rôles en championnat, ce qui lui permet de rejouer les barrages. Pour le dernier match de barrage contre Niort, une tribune démontable est ajoutée derrière les buts côté virage Caen. Après cette victoire, le club accède pour la première fois à la première division.

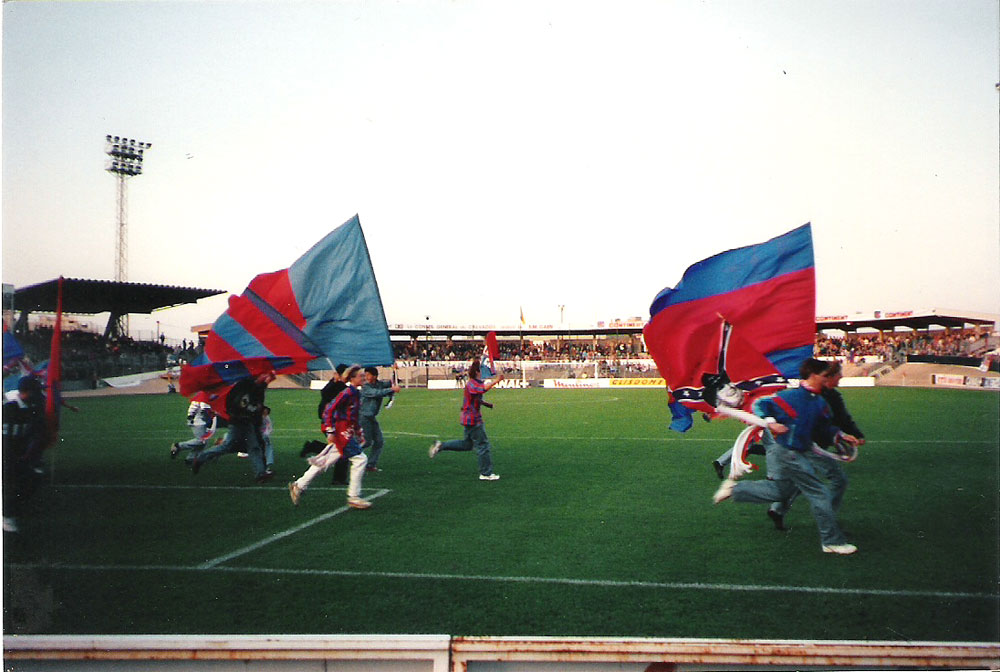
Caen-Saragosse en septembre 1992

Le 23 juillet 1988 se déroule le premier match en première division de l'histoire du stade contre le FC Nantes. L'histoire retiendra que le match se termine par une défaite (3-2). Cette première saison se déroule devant une affluence moyenne de 10 696 spectateurs. Le 11 novembre 1989 reste marqué dans la mémoire collective malherbiste. Le match contre l'Olympique de Marseille permet d'établir la plus forte affluence de l'histoire du stade : 15 160 entrées payantes sont comptabilisées ce soir-là ; soit 1 000 personnes de plus que le précédent record, datant du 19 mars 1989 contre l'AS Saint-Étienne. Si on y ajoute les ayants droit, on peut estimer l'affluence globale à environ 17 000 personnes lors de ce match. Les conditions essentielles de sécurité n'ayant pas été respectées, la commission préfectorale de sécurité exige par la suite des aménagements des tribunes et la limitation de la capacité du stade à 11 500 places, à la suite notamment de la tragédie de Hillsborough.
Le dernier match en première division se déroule le 2 juin 1993 contre Montpellier devant seulement 7 391 spectateurs et se solde par une défaite sur le même score que le premier match en première division 5 ans plus tôt (3-2). Depuis, l'équipe première du SMC n'a joué qu'un seul match en compétition officielle sur le terrain de Venoix. C'était le 7 août 1999 contre l'ES Wasquehal devant 5 990 spectateurs car la pelouse du stade Michel-d'Ornano était en réfection.
Depuis août 2013, l'équipe du SC Hérouville y joue ses matchs comptant pour le CFA2.

#### Coupes
En 1922, le SM Caen joue les 32e de finale de la coupe de France contre l'Olympique de Paris qui amène 2 500 spectateurs au stade venant de toute la Basse-Normandie. C'est la première grosse affluence pour un match de football.
D'autres matchs attirent aussi les foules à Venoix, ce sont ceux de la coupe de France : le 8 janvier 1956, il y a 6 636 spectateurs pour le 32e de finale contre le Racing club de Paris.
Le match de coupe de France contre le Paris SG en mars 1977 permet au stade de battre son record de spectateurs : 11 583
Le 18 février 1984, le SM Caen reçoit le Stade lavallois en 16e de finale de la coupe de France. Le stade bat un nouveau record d'affluence avec 13 350 spectateurs. Les dirigeants caennais avaient prévu une telle affluence car les sièges des tribunes avaient été refaits et des praticables avaient été installés sur la piste.

#### Matchs internationaux
| Date            | Compétition                     | Équipe 1         | Équipe 2           | Score | Affluence |        |
| --------------- | ------------------------------- | ---------------- | ------------------ | ----- | --------- | ------ |
| 25 février 1976 | Tournoi pré-olympique 1975-1976 | France Olympique | Pays-Bas Olympique | 4 - 2 | 7477      | [ 71 ] |
| 14 août 1990    | Amical                          | France Espoirs   | Pologne Espoirs    | 2 - 2 | 1700      | [ 72 ] |

#### Autres matchs
Au début de la drôle de guerre, les compétitions de football sont suspendues. Puis des matchs amicaux entre les équipes régionales se déroulent à Venoix : SMC - Union Sportive des Cheminots de Caen, SMC - CA Lisieux et SMC - Société sportive de Potigny.
Au mois de mars 1940, des matchs de football sont aussi organisés afin de récolter des fonds au profit des œuvres de guerre : le 3 avec une journée sportive organisée conjointement par le SMC et les étudiants et le 31 avec un match entre le SMC et une sélection étrangère. Le Stade Malherbe réunit tous ceux qui désirent porter les couleurs rouges et bleues le 8 septembre 1940 pour un entraînement afin de composer son équipe. Le stade subit les conséquences des bombardements alliés durant la bataille de Caen et le terrain principal est inutilisable. Cela n'empêche pas qu'un premier match se déroule le 24 septembre 1944 entre le SM Caen et une sélection militaire. Le 8 octobre c'est au tour d'une sélection de l'armée anglaise de fouler le terrain d'honneur pour un match contre le SMC.
Le premier match en nocturne se déroule le 28 avril 1955 entre le club autrichien de Wiener Sport-Club et Le Havre AC devant 7 000 spectateurs (4-3). Ce match ouvre la saison « en nocturne » du club qui organise plusieurs matchs d'exhibition comme FC Cologne - Red Star (3-0) le 5 mai 1955, Swansea - RC Lens (1-1), RC Strasbourg - SC Wacker Vienne (1-0), Athletica Portuguesa de Rio - RC Paris (2-1). La dernière nocturne, qui voit s'opposer le Lille OSC et le Valence CF (1-4), se joue devant 9 000 spectateurs.
En septembre 1992, le Real Saragosse vient à Venoix disputer le premier tour de la coupe d’Europe face au SM Caen, et y perd 3-2, à l’issue d’un match qui sera élu match de l’année 1992 par le magazine France Football.
Depuis 1984, un tournoi international de jeunes se déroule au mois de mai chaque année. En 2002, il devient le trophée Jean Pingeon.

### Athlétisme
La section athlétisme du SM caennais s'entraîne et joue ses compétitions sur le terrain de Venoix dès la fondation du club en 1913. Des épreuves de cross country s'y déroulent en février 1914 mais le SM caennais est la seule équipe à y participer.
Les championnats d'athlétisme de Basse-Normandie se déroulent sur le terrain de Venoix dès le mois de juin 1914 avec des épreuves de course à pied, de saut en hauteur, de saut en longueur, de saut à la perche et de lancer de disque.

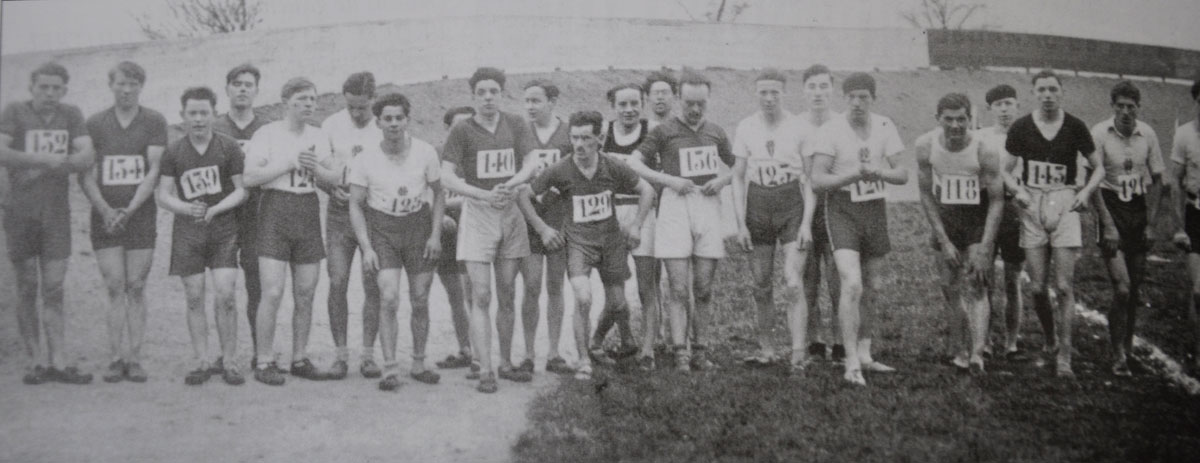
Départ du cross-country de Basse-Normandie en 1929

Les épreuves sont suspendues durant les premières années de la Première Guerre mondiale. Il faut attendre le mois de février 1918 pour voir de nouveau des épreuves d'athlétisme avec la finale du championnat de l'académie de Caen entre le collège des Roches et le collège de Coutances. Quelques semaines plus tard, un critérium de cross-country est organisé conjointement entre le Stade Malherbe et l'US Cabourg. Le mois de février devient alors le mois du cross-country puisque la ligue de Normandie d'athlétisme y organise annuellement ses épreuves,,,. Le championnat de Basse-Normandie d'athlétisme est, quant à lui, organisé la première fois à Venoix en juin 1921. La même année, un challenge de cross par relais appelé « challenge Héribel » est mis en place au mois de décembre. Il est reconduit chaque année.
À partir de 1923, les activités d'athlétisme sont déplacées vers le tout nouveau stade départemental dit « stade Hélitas ». Il ne reste guère plus que le championnat de Basse Normandie de cross-country qui se déroule encore chaque début du mois de février jusqu'en 1939.
À partir de 1928, la section athlétisme du SM Caen organise une course de relais entre le stade de Venoix et la commune de Mondeville. Puis en 1932, cette course est remplacée par un relais entre le site de la Société métallurgique de Normandie et le stade. Puis elle est supprimée en 1933 au profit du « circuit caennais », une course de 10 kilomètres dans les rues de Caen.

### Rugby
La section rugby du Club sportif caennais commence sa saison d'hiver à partir du 10 novembre 1912 sur le terrain de Venoix qui se termine par le championnat de France le 16 mars 1913. Il rencontre son homologue caennais le Club Malherbe caennais le 24 novembre 1912.
La section rugby du Stade Malherbe caennais s'entraîne dès octobre 1913 sur le terrain de Venoix. À la sortie de la Première Guerre mondiale, la section rugby joue en deuxième série. Elle joue au parc des sports de Venoix jusqu'en 1924, date à laquelle les matchs sont joués dans le nouveau stade départemental (stade Hélitas).
En février 2011, à l'occasion du Tournoi des six nations des moins de 20 ans, le stade est réaménagé pour accueillir l’événement, notamment en rajoutant des places, sa capacité passant de 2 990 places à plus de 7 000 places, et en plaçant des poteaux de rugby à la place des filets de football.

### Cyclisme

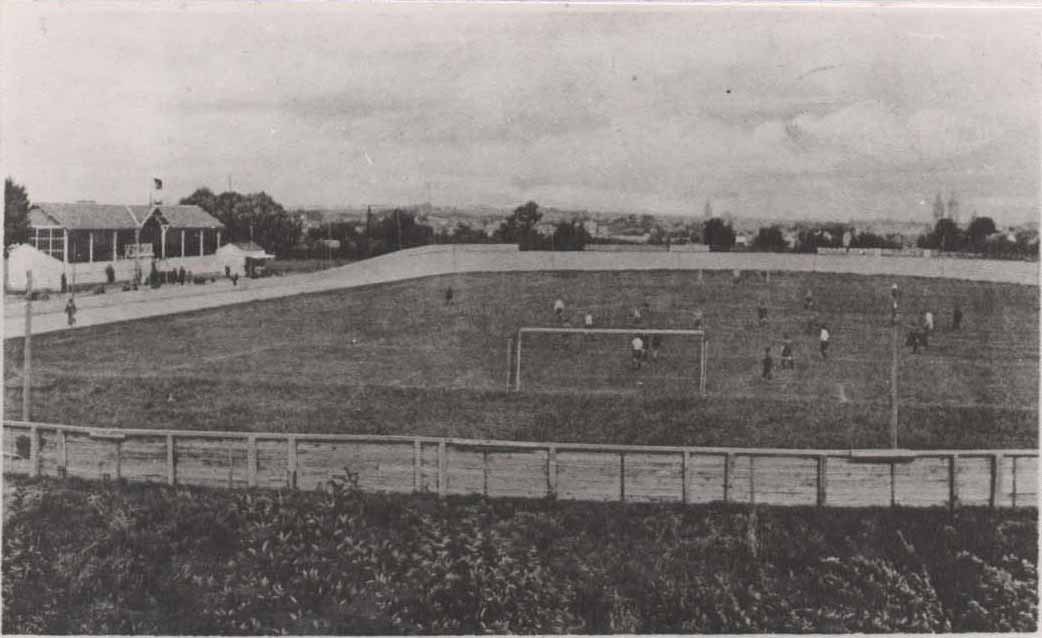
Venoix avec sa piste en 1925

À partir de la construction de la piste du vélodrome en août 1924, l'Étoile sportive caennaise (créée en 1906) utilise la piste du vélodrome. Les premières réunions cyclistes se déroulent à partir du mois de septembre 1924. En mai 1925, la première course de vitesse est organisée. L'arrivée de la course Paris-Caen se fait sur la piste de Venoix à partir de 1925 et jusqu'en 1945. Le Stade Malherbe organise de son côté des courses amateurs le 26 juillet 1925. Généralement, la saison cycliste de l'enceinte se déroule entre avril (avec l'arrivée du Paris-Caen) et septembre de chaque année.
En 1926, le Vélo Club caennais organise une course de 80 kilomètres avec départ et arrivée à Venoix et aussi le grand tour de Caen. Le 16 mai 1926, l'épreuve nationale des étoiles de France pour la Basse-Normandie se déroule sur la piste de Venoix. Le quotidien L’Ouest-Éclair organise pour sa part une course Rennes-Le Mans-Caen pour la première fois en août 1926. Mais c'est en 1927 que le vélodrome obtient ses titres de noblesse avec l'accueil d'une étape du Tour de France. C'est la première fois depuis 1910 que Caen y accueille les « routiers ». Le 21 juin 1927, près de 10 000 personnes se pressent à Venoix. Quelques mois plus tard, c'est le tour du Calvados qui se termine sur la piste. La saison 1927 de cyclisme se termine par une réunion le 18 septembre.
Le Tour de France fait de nouveau étape en 1929, 1930, 1932, 1933, 1934, 1935, 1936, 1937, 1938 et 1939.
Le 12 mai 1935, le nouveau vélodrome, avec sa piste en ciment, est inauguré par une réunion organisée par le Vélo Club caennais nouvellement créé. Ce nouveau club prend en charge l'organisation des courses nocturnes et autres rassemblements sur la piste de Venoix. À partir de 1937, se déroule au mois de juin le grand prix du conseil municipal qui rassemble des cyclistes professionnels et amateurs. La même année, L'Ouest-Éclair organise son « circuit de l'ouest cycliste » qui fait étape à Caen. On peut aussi noter l'utilisation du vélodrome pour la course des courriers normands à partir de 1937.
L’Étoile sportive caennaise organise aussi des courses régionales comme la Caen-Vire-Caen ou la Caen-Flers-Caen.
La piste est fermée durant la drôle de guerre puis rouverte le 25 août 1940. L'ESC y organise alors plusieurs courses : une réunion cycliste en faveur du maréchal Pétain le 1er mai 1941 ; les 6 heures de Caen le 2 juin 1941. L'Union vélocipédique caennaise organise le 27 juillet 1941 un gala pour la chambre syndicale des hôteliers, restaurateurs et limonadiers de Caen avec la présence de nombreuses vedettes de l'époque.
Des championnats de poursuite se sont déroulés sur la piste de Venoix. Après la Seconde Guerre mondiale, des arrivées du Tour de France ont lieu sur le vélodrome en 1947, 1951, 1953, 1956, 1957, 1958, 1960 puis des réunions d'après-tour. La piste est refaite en 1969 pour le championnat de France amateur puis en 1984 les championnats du monde juniors.
En 1968, l'Union vélocipédique de Caen et l'Étoile sportive de Caen fondent le comité Caen Venoix Piste afin de réorganiser des courses sur piste. Mais c'est seulement au début des années 1980 que le comité fonctionne et organise une dizaine de réunions entre juin et septembre. De même, les championnats de Normandie sur piste sont organisés sur l'anneau durant le week-end de la pentecôte 1985.
Le siège de l'Étoile sportive caennaise est toujours situé au stade de Venoix.

### Autres
Le concours hippique de Caen est organisé sur les terrains de Venoix le 26 juillet 1914. Mais la réunion tourne court car plusieurs officiers qui participaient aux épreuves sont rappelés dans leurs casernes à la suite de la crise de juillet.
Durant le premier conflit mondial, l'armée organise des concours-épreuve d'étalon et de chevaux de selle afin de les recruter. Ces concours se prolongent après la guerre sous l'égide de l'administration des haras.
À partir de la rentrée 1920, le Stade Malherbe propose des cours d'éducation physique pour les enfants et de la préparation athlétique pour les adolescents.
À partir de 1921, l'union nationale des combattants organise les fêtes de la Jeanne d'Arc qui ont été instaurées le 24 juin 1920 chaque deuxième dimanche de mai. Les célébrations débutent en ville et se terminent par un cortège se rendant à Venoix où des manifestations sportives sont données. Mais ces célébrations prennent fin en 1923.
Le journal L'Ouest-Éclair organise un meeting aérien au mois de juin 1921. Son premier choix se porte sur le terrain de Venoix. Mais la préfecture estime qu'il n'est pas adéquat pour le départ et l'arrivée des avions. Le meeting a finalement lieu sur le terrain de Cormelles.
Le 4 décembre 1921, se déroule la première rencontre de hockey féminin entre le Stade Malherbe et le Stade Français.
Le stade accueille la finale du championnat de France de basket féminin le 2 juillet 1922 entre le Racing-Club de France et le Stade Malherbe.
Le 19 août 1923 a lieu la première réunion de boxe.
Le 30 juin 1929, le club motocycliste de Caen fait une démonstration de gymkhana sur le terrain de Venoix à l'occasion de l'arrivée du tour de France. Le 12 octobre 1930, des cosaques djiquites font des démonstrations équestres sur le stade.

## Affluences

### Records d'affluence
| Rang | Spectateurs | Compétition (Tour)  | Rencontre                          | Date              |
| ---- | ----------- | ------------------- | ---------------------------------- | ----------------- |
| 1    | 15 160      | Division 1          | SM Caen - Olympique de Marseille   | 11 novembre 1989  |
| 2    | 14 016      | Division 1          | SM Caen - AS Saint-Étienne         | 18 mars 1989      |
| 3    | 13 400      | Division 1          | SM Caen - AS Cannes                | 31 mai 1989       |
| 4    | 13 355      | Division 1          | SM Caen - Girondins de Bordeaux    | 12 novembre 1988  |
| 5    | 13 350      | coupe de France 16e | SM Caen - Stade lavallois          | 18 février 1984   |
| 6    | 13 284      | coupe de France 16e | CA Lisieux - Girondins de Bordeaux | 6 mars 1982       |
| 7    | 13 257      | Division 1          | SM Caen - FC Sochaux               | 10 septembre 1988 |
| 8    | 12 962      | Division 1          | SM Caen - Paris SG                 | 17 décembre 1988  |
| 9    | 12 899      | Division 1          | SM Caen - Olympique de Marseille   | 22 avril 1989     |
| 10   | 12 647      | Division 1          | SM Caen - RC Paris                 | 8 octobre 1988    |

## Environnement et accès

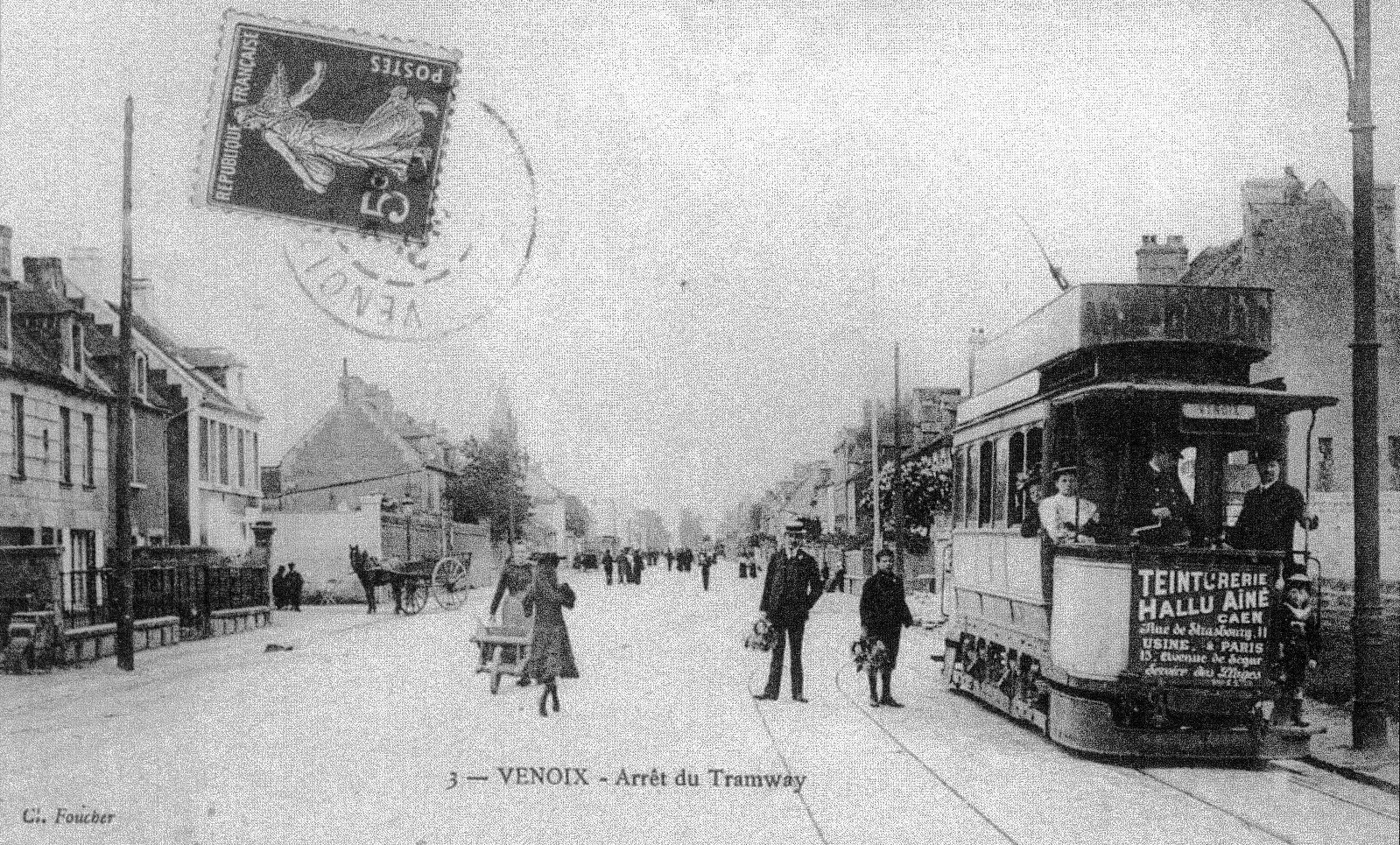
Terminus du tram à Venoix

Le stade est situé à l'extrémité est de la commune de Venoix qui est ensuite rattachée à Caen en 1952. Les premiers spectateurs s'y rendent par la ligne 3 (Courtonne - Venoix) du tramway de la Compagnie des tramways électriques de Caen. Le terminus de la ligne se situe à proximité du stade et l'entrée se fait alors par l'actuelle avenue Henry-Chéron. Les tramways sont supprimés en 1937 et ils sont remplacés par des autobus. Après le rachat des installations par la mairie, l'entrée est déplacée avec la construction de l'actuelle rue du parc des sports qui relie le stade au chemin de la Haie Vigné.
Jusqu'en 2001, il est accessible par les lignes 2 (arrêt parc des sports) et 16 (terminus stade Claude Mercier) du réseau CTAC. Il est actuellement accessible par les lignes 6a et 6b (arrêt Stade Claude Mercier) et 2 (parc des sports) du réseau Twisto.
L'entrée principale est toujours située boulevard André Détolle. Le virage Venoix était auparavant accessible par le chemin des Brebeufs.

## Anecdotes et citations
Louis Grégoire, ancien joueur et président fondateur de l'Amicale des Anciens de Malherbe, le décrit ainsi : « Ce stade, c'est une sorte de bricolage permanent, et c'est ce qui en a fait aujourd'hui le charme désuet. Les traces en sont encore visibles. Les pylônes d'éclairage ne sont pas disposés symétriquement. Il a fallu les renforcer pour l'arrivée en première division. Du côté des tôles, il doit rester encore quelques contre-marches faites de rails de chemin de fer ».
Jean-Christophe Thouvenel, ancien footballeur professionnel bordelais : « À Venoix, tout est réuni pour que l'adversaire ait la pression. Plus que le public, c'est le stade lui-même qui est responsable de cette ambiance surchauffée. Il est petit, à plat, en forme de cuvette, permettant une résonance extraordinaire. Il n'y a qu'ici que le joueur sent le public aussi proche ». La pelouse était considérée alors comme plus petite, et notamment plus étroite, que les autres pelouses de Division 1.
Lors du match SMC contre Guingamp en championnat de deuxième division le 1er septembre 1984, une alerte à la bombe au stade retarde le début de la première mi-temps.